# Сан Лоренцо Белици
Сан Лоренцо Белици (итал. San Lorenzo Bellizzi) је насеље у Италији у округу Козенца, региону Калабрија.
Према процени из 2011. у насељу је живело 618 становника. Насеље се налази на надморској висини од 817 м.

## Становништво
Према резултатима пописа становништва 2011. у општини је живело 746 становника.
| 1931. | 1936. | 1951. | 1961. | 1971. | 1981. | 1991. | 2001. | 2011. |
| ----- | ----- | ----- | ----- | ----- | ----- | ----- | ----- | ----- |
| 2.114 | 2.182 | 2.054 | 2.019 | 1.705 | 1.322 | 896   | 904   | 746   |